# Triacanthella sorenseni
Triacanthella sorenseni är en urinsektsart som beskrevs av John Tenison Salmon 1949. Triacanthella sorenseni ingår i släktet Triacanthella och familjen Hypogastruridae. Inga underarter finns listade i Catalogue of Life.